# Grèzes (Lot)
Grèzes település Franciaországban, Lot megyében. Lakosainak száma 158 fő (2022. január 1.). Grèzes Brengues, Corn, Espagnac-Sainte-Eulalie, Espédaillac és Livernon községekkel határos.

## Népesség
A település népességének változása:
| Lakosok száma | 137  | 138  | 125  | 157  | 166  | 175  | 175  | 169  | 166  | 158  |
|               | 1968 | 1982 | 1990 | 2006 | 2013 | 2015 | 2017 | 2019 | 2020 | 2022 |